# Burisma
A Burisma Holdings Limited (em ucraniano: Бурісма Холдингс) foi uma holding com sede em Kiev, na Ucrânia, para um grupo de empresas de exploração e produção de energia. Foi registrada em Limassol, no Chipre, até ser dissolvida em 2023. A Burisma Holdings operava no mercado de gás natural ucraniano desde 2002. 
Foi um dos maiores produtores privados de gás natural na Ucrânia. Era propriedade do oligarca ucraniano Mykola Zlochevsky por meio de sua empresa Brociti Investments Limited (em ucraniano: Бросіті Інвестментс Лімітед).
As subsidiárias da Burisma incluíam a Esko-Pivnich, a Pari, a Persha Ukrainska Naftogazova Kompaniya, a Naftogaz Garant, a KUB-Gas e a Astroinvest-Ukraine.

## História
A Burisma foi fundada em 2002. A consolidação do grupo Burisma ocorreu principalmente em 2006 e 2007. Tornou-se um dos principais acionistas da Sunrise Energy Resources, uma corporação de Delaware que, em 2004, adquiriu as empresas ucranianas Esko-Pivnich e Pari, que possuíam licenças de exploração de gás natural. No ano de 2009, as ações dessas empresas foram transferidas para a Millington Solutions Limited. Pouco tempo depois, a Millington deixou de existir, momento em que a Burisma reivindicou a propriedade dessas duas empresas. Em 2012, a Persha Ukrainska Naftogazova Kompaniya (Primeira Empresa Ucraniana de Petróleo e Gás), Naftogaz Garant (Garantia de Petróleo e Gás) e a KrymTopEnergoServis tornaram-se parte do Grupo Burisma.
Em 2014, a Burisma assinou um acordo de cooperação com a KazMunayGas, a empresa nacional de petróleo e gás do Cazaquistão. Em 2016, a Burisma comprou duas frotas de fraturamento hidráulico. No ano de 2017, comprou uma sonda de perfuração Service King Manufacturing SK 3000 de 3.000 cavalos de potência por 40 milhões de dólares; era a sonda de perfuração mais potente do Leste Europeu à época.
No mês de fevereiro de 2016, a Burisma adquiriu uma participação de 70% na KUB-Gas. Um ano depois, em 2017, comprou uma participação majoritária na Diloretio Holdings Limited, uma empresa que possuía as empresas de gás ucranianas SystemOilEngineering, Naftogazopromyslova geologiya, e Tehnokomservis. Ainda em 2017, a Burisma comprou a Nadragasvydobuvannya e a GasOilInvest.  Em abril de 2019, a Burisma adquiriu a Astroinvest Ukraine, uma comercializadora de gás natural.
No ano de 2015, o Burisma foi um dos fundadores do Fórum Internacional sobre Segurança Energética para o Futuro e fez parceria com a Maratona Elétrica. Em 2017, assinou um acordo de parceria com o Atlantic Council para promover medidas anticorrupção.
Na eleição presidencial nos Estados Unidos em 2020, a campanha de reeleição de Donald Trump e seus aliados promoveram alegações de corrupção com foco na relação entre Burisma e Hunter Biden, lobista e filho de Joe Biden. As alegações foram feitas pela primeira vez por um editor do Breitbart News e, posteriormente, formaram a base de uma campanha de pressão de Trump e seus associados para pressionar o governo ucraniano a anunciar uma investigação sobre o papel de Biden com a Birmânia, culminando com o impeachment e a absolvição de Trump. Os republicanos esperavam usar as alegações sobre a Burisma para manchar a campanha presidencial de Biden em 2020, mas uma investigação realizada pelos Comitês de Segurança Interna e de Finanças do Senado, controlados pelos republicanos, pouco antes da eleição presidencial de 2020, concluiu que não havia evidências de influência imprópria ou irregularidades cometidas por Joe Biden.

## Operações
As principais operações da Burisma foram na Ucrânia, complementadas por atividades na Alemanha, México, Itália e Cazaquistão. A empresa detinha 35 licenças de produção de gás na Ucrânia nas bacias de Dnieper-Donets, Cárpatos e no Mar de Azove. As atividades de exploração e produção foram realizadas em oito locais em cinco regiões. A Burisma também forneceu serviços de poços de gás natural, incluindo fraturamento hidráulico. Em 2019, a Burisma planejou construir uma fábrica de gás liquefeito de petróleo (GLP) em Carcóvia com capacidade de 50.000 toneladas por ano.
Em 2016, a Burisma foi a segunda maior produtora privada de gás natural na Ucrânia, perdendo apenas para a DTEK, representando 26% de todo o gás natural produzido por empresas privadas e mais de 5% da produção total de gás na Ucrânia. De acordo com a empresa, ela produziu 1,3 bilhão de metros cúbicos (4,6×1010 pés cúbicos) de gás natural na Ucrânia durante 2018.
No Cazaquistão, a empresa prestou serviços de perfuração para a KazMunayGas e suas subsidiárias, inclusive no campo de gás Urikhtau. Na Itália, a Burisma desenvolveu três projetos de energia geotérmica em parceria com a Gesto Investimento e Gestão.
A subsidiária da Burisma, Esko-Pivnich, opera no Oblast de Carcóvia, e a Pari opera no oeste da Ucrânia (oblast de Lviv, Ivano-Frankivsk e Tchernivtsi), a KUB-Gas opera no Oblast de Lugansk, a GasOilInvest no Oblast de Poltava e a Nadragasvydobuvannya no Oblast de Dnipropetrovsk.
A Burisma também era proprietária da KrymTopEnergoServis, uma empresa que alugou três depósitos de gás na Crimeia. No entanto, após a anexação da Crimeia pela Federação Russa, a KrymTopEnergoServis deixou de operar como subsidiária da Burisma.

## Estrutura

### Propriedade
A Burisma era de propriedade da Brociti Investments Limited, uma empresa sediada em Chipre, de propriedade do ex-político e empresário ucraniano Mykola Zlochevsky. Durante o mandato presidencial de Viktor Ianukovytch, Zlochevsky foi ministro de Recursos Naturais. A Brociti Investments adquiriu a Burisma Holdings em 2011. Antes dessa aquisição, Mykola Zlochevsky e Mykola Lisin detinham, cada um, 50% de participação na Burisma Holdings. Lisin, um político ucraniano, morreu em um acidente de trânsito em 2011. Como o estudo de 2012 da Burisma feito pelo Centro de Ação Anticorrupção descobriu, que o verdadeiro dono da Burisma era o bilionário oligarca Ihor Kolomoisky. Kolomoisky tinha um “interesse controlador” na Burisma.

### Gerenciamento

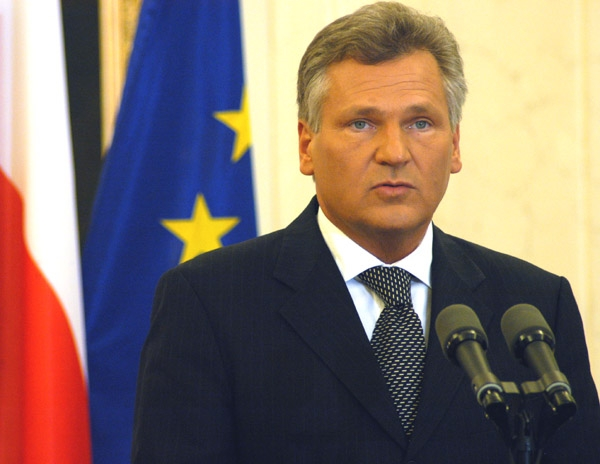
Aleksander Kwaśniewski, ex-presidente da Polônia, foi nomeado para o conselho em janeiro de 2014.

Taras Burdeinyi era o diretor-executivo da Burisma Holdings, e Alan Apter era o presidente do conselho de administração. Em 14 de outubro de 2019, os membros do conselho de administração, em ordem de antiguidade, são Alan Apter, Aleksander Kwaśniewski, Joseph Cofer Black, Karina Zlochevska, Christina Sofocleous, Riginos Charalampous e Marina Pericleous. Aleksander Kwaśniewski, ex-presidente da Polônia, entrou para o conselho em janeiro de 2014. No ano de 2017, Joseph Cofer Black, ex-diretor da divisão de Contraterrorismo da Central Intelligence Agency (CIA) entre 1999 e 20202 no governo George W. Bush e ex-embaixador geral para contraterrorismo de 2002 até 2004, foi nomeado para o conselho. Karina Zlochevska, filha de Mykola Zlochevskiy, também foi nomeada em fevereiro de 2016.
Em abril de 2014, Devon Archer, ex-conselheiro da campanha presidencial de John Kerry em 2004, e Hunter Biden, advogado e filho do então vice-presidente dos Estados Unidos, Joe Biden, entraram para o conselho. Archer deixou a empresa em 2018 e Hunter Biden saiu em abril de 2019, quando seu mandato como diretor expirou. Hunter vendia a ideia de acesso privilegiado com seu pai e sua influência política nos Estados Unidos para conseguir ter maio trânsito na diretoria da empresa.

### Resultados financeiros
A Burisma Holdings não divulga seus resultados financeiros. Foi calculado, com base em um preço mínimo do gás natural, que a receita da empresa em 2018 pode ter totalizado pelo menos 400 milhões de dólares.

## Investigações
Em abril de 2014, o Serious Fraud Office do Reino Unido lançou uma investigação de lavagem de dinheiro contra Zlochevsky e, como resultado, as contas da Burisma Holdings e de sua controladora Brociti Investments na filial do BNP Paribas em Londres, contendo 23 milhões de dólares, foram congeladas. Esse dinheiro foi transferido como resultado de transações complexas por uma empresa controlada por um empresário ucraniano, Serhiy Kurchenko, sujeito às medidas restritivas da União Europeia (UE). Quando o gabinete do Procurador Geral da Ucrânia não forneceu os documentos necessários para a investigação, um tribunal britânico, em janeiro de 2015, arquivou o caso e ordenou o descongelamento dos ativos. Em setembro de 2015, o então embaixador dos Estados Unidos, em Kiev na Ucrânia, Geoffrey R. Pyatt, fez um discurso no qual chamou a atenção dos promotores ucranianos por não cooperarem com a investigação.
A Procuradoria Geral da Ucrânia e o Escritório Nacional Anticorrupção da Ucrânia (NABU) realizaram um total de quinze investigações sobre o dono da Burisma, Zlochevsky. No ano de 2016, o ex-Procurador Geral Yuriy Lutsenko acusou subsidiárias da Burisma de conspiração e evasão fiscal de cerca de um bilhão de grívnias (cerca de 70 milhões de dólares) em 2014–2015, mas posteriormente durante a investigação as subsidiárias da Burisma não foram mencionadas. Uma auditoria fiscal da Esko-Pivnich pelo Serviço Fiscal Estadual encontrou algumas violações em 2016. Como resultado, 50 milhões de grívinias (aproximadamente 1.9 milhões de dólares) de impostos adicionais foram pagos para eliminar acusações criminais. No total, a Burisma pagou 180 milhões de hryvnias (cerca de 7.44 milhões de dólares) de impostos adicionais para evitar novos processos criminais. Uma investigação criminal foi conduzida para verificar se as licenças de extração de recursos naturais foram emitidas legalmente para as subsidiárias da Burisma durante o período em que Zlochevsky ocupava cargos governamentais. Embora o NABU tenha estabelecido violações do procedimento, o Escritório do Procurador Especializado em Anticorrupção perdeu os prazos processuais para uma ação judicial e o caso para anular as licenças foi arquivado pelo tribunal. Em outubro de 2019, o Procurador Geral, Ruslan Riaboshapka anunciou que todos os quinze casos de investigação seriam revisados.
Em janeiro de 2024, John Buretta (advogado estadunidense e ex-Procurador-Geral Adjunto dos EUA, que foi um dos principais advogados da equipe de defesa de Zlochevskyi) apresentou retroativamente um documento da Lei de Registro de Agentes Estrangeiros para o trabalho realizado em nome da Burisma e Zlochevsky em 2016. De acordo com o escritório de advocacia de Buretta, a decisão de apresentar a divulgação oito anos após o fato veio "após uma discussão com o Departamento de Justiça".